# Elephantomyia takachihoi
Elephantomyia takachihoi är en tvåvingeart som beskrevs av Ito 1948. Elephantomyia takachihoi ingår i släktet Elephantomyia och familjen småharkrankar. Inga underarter finns listade i Catalogue of Life.